# 梅賽德斯-賓士體育場
梅赛德斯-奔驰体育馆（英語：Mercedes-Benz Stadium）是一座位於美国喬治亞州亞特蘭大的多功能體育場，於2017年開幕，成為同年拆卸喬治亞巨蛋的替代體育場。目前是國家美式橄欖球聯盟球隊亞特蘭大獵鷹和美國職業足球大聯盟球隊亞特蘭大聯的主場。這座體育場由喬治亞州通過喬治亞世界會議中心管理局擁有，由亞特蘭大獵鷹和亞特蘭大聯的母公司AMB體育娛樂集團經營。2016年，其建造總成本估計為16億美元。
體育館於2017年8月26日正式開幕，當時進行了一場鷹隊對亞利桑那紅鳥隊的季前賽，儘管可開合的屋頂系統當時尚未完成。之後一些原本在喬治亞巨蛋舉行的活動遷移至梅賽德斯-賓士體育場，包括東南聯盟足球錦標賽（SEC Championship Game）和桃子碗。2018年，這座體育館舉辨了大學美式足球季後賽全國冠軍賽和美國聯賽盃，並於2019年舉辦第五十三屆超級碗。而未來梅賽德斯-賓士體育場將會主辦2025年大學美式足球季後賽全國冠軍賽，以及2026年國際足協世界盃的多場比賽。

## 設計

### 屋頂
體育館的標誌性特色是其可活動屋頂，其中包括由八個半透明三角形板組成的「風車」，每個板都在兩條直線平行的軌道上運作；其中一條軌道負責移動面板，另一條則穩定面板。關閉屋頂所需的時間比打開屋頂要少一點，因為屋頂在開啟程序需要解除密封，並且在結束時慢下來，以防止面板脫軌。當展開時，這些面板設計成像延展的鳥翼。

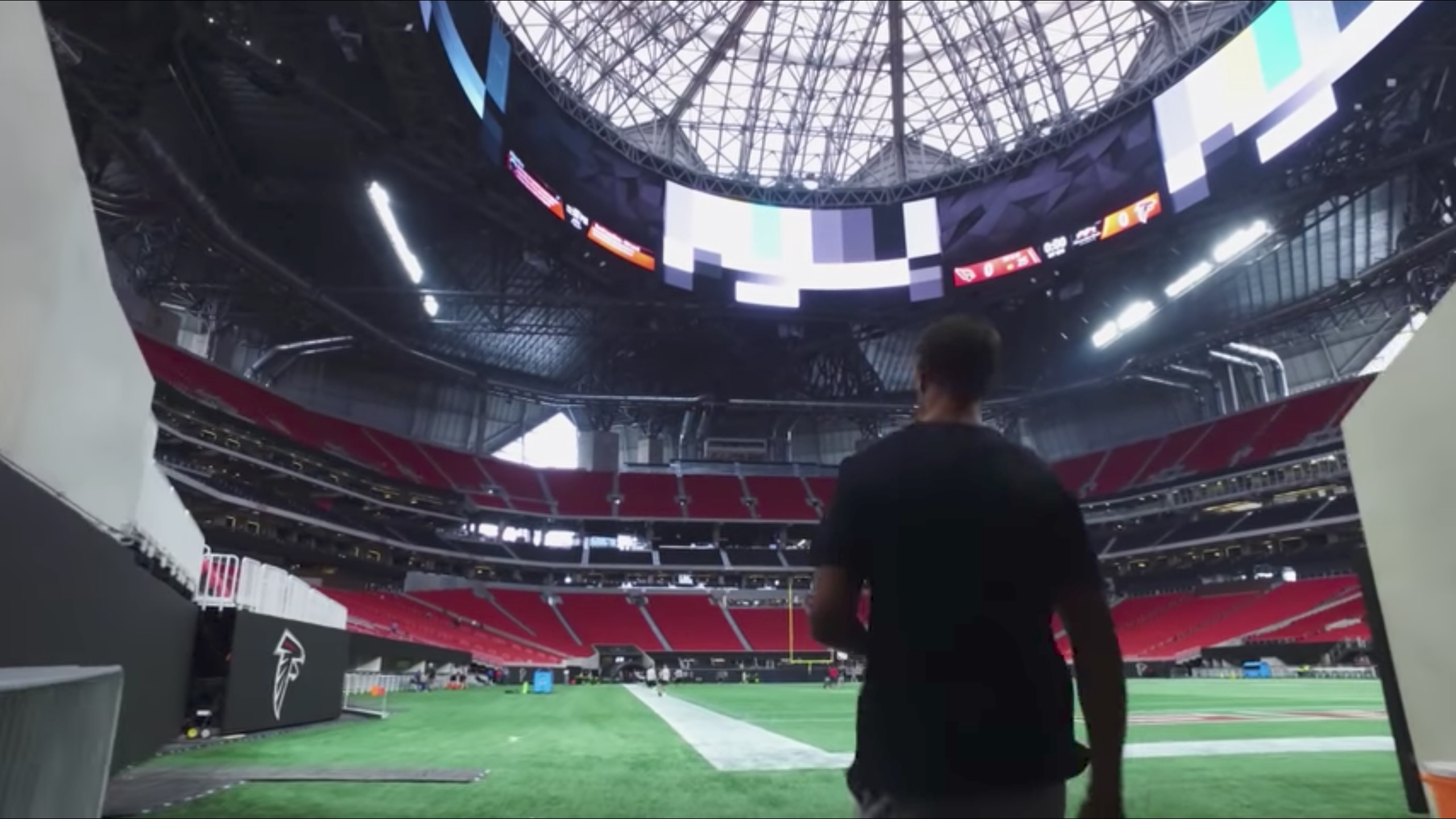
2017年8月體育場內部

建築師比爾·約翰遜（Bill Johnson）解釋屋頂上的圓形開口是受罗马万神庙啟發。屋頂設計為透明、輕質聚合物材料，可以調節其不透明度以控制光線，大部分外牆為透明聚合物或玻璃，讓人可以看到外面的景色。東端區的中央門廊和上層包廂被移除，以便觀賞亞特蘭大的天際線而不受阻礙。
體育場的屋頂下是一個直徑58英尺×1100英尺（18米×335米）名為“Halo”的環形視頻牌，座落在屋頂周圍。總面積達62350平方英尺（5793平方米），製造商Daktronics描述它為“比NFL中目前最大的單一顯示牌（安裝在杰克遜維爾的恒久银行体育场，也是由Daktronics建造）大三倍”。Daktronics還安裝超過20000平方英尺（1900平方米）的LED螢幕，包括足球比賽用的場地廣告牌。這個視頻牌結合了高科技和創新，提供了無與倫比的視覺體驗，使體育場更加現代化和令人印象深刻。
體育場的屋頂可以在輕微降雨下保持開啟，因為體育場所有視頻牆板的電氣系統都是適用於室外的，而球場也有排水系統。由於這些特點AMB集團的高級執行副總裁邁克·伊根（Mike Egan）甚至稱梅賽德斯-賓士體育場為「一個有蓋子的戶外體育場」，但其他因素如濕度和室外溫度將被考慮，以確定是否打開屋頂。這強調了體育場的靈活性，既可以向外提供室外體驗，也可以在需要時提供較為室內的環境，這種特性使得球場更加適應不同天氣條件和活動需求。

### 內部設計
體育場為大學橄欖球比賽特別配置了一些功能，場內有兩個超大更衣室，每個可容納100名球員，反映了大學橄欖球名單比職業美式足球隊伍更大的特點。然而最初體育場並沒有另一個重要功能——將座位與球場連接的樓梯，這使得樂隊在中場休息表演時進入球場變得困難（大多數NFL球隊不設樂隊）。此外體育場也具有特別為足球賽事配置的設計，包括可收回的下層看台座位以擴大球場，以及使用機械裝置的簾幕來限制觀眾容量，約為42,500人。
體育場將當代藝術融入其內外設計中，並展示逾180件委託作品，包括Nari Ward, Hank Willis Thomas和Steven and William Ladd的作品。眾多藝術收藏中的焦點是由Gábor Miklós Szőke創作的不銹鋼雕塑《亞特蘭大獵鷹》，藝術家表示這是世界上最大的獨立式鳥類雕塑。這隻獵鷹矗立在一個13英尺（4.0米）高的銅製橄欖球上，總高度達41英尺（12米），翼展達70英尺（21米）。這座雕塑位於體育場前，重達73,000磅（33,000公斤），高度相當於四層樓高。

## 外部連結
- 官方网站